# Иванов, Дмитрий Вячеславович
Дмитрий Вячеславович Ива́нов, известный также под псевдонимом Жан Нёвсель (фр. Jean Neuvecelle; 17 июля 1912, Нёвсель, Верхняя Савойя — 4 июня 2003, Рим) — франко-итальянский журналист русского происхождения. Сын поэта Вячеслава Иванова и его третьей жены Веры Шварсалон.
Рос с семьёй в Москве, после смерти матери в 1920 г. воспитывался сводной сестрой Лидией. В том же году семья Ивановых выехала в Баку, где мальчик получил травму руки, завершившуюся ампутацией четырёх пальцев. После эмиграции Ивановых в 1924 г. учился во французском лицее в Риме, затем в бенедиктинском аббатстве в Энгельсберге. Изучал литературу в университетах Экс-ан-Прованса, Страсбурга и Парижа, на рубеже 1930—1940-х гг. преподавал в лицее в Шартре. Когда к городу приблизился театр военных действий Второй мировой войны, бежал в Италию, где в 1943 г. присоединился к семье.
После освобождения Рима войсками союзников Иванов начал работать как военный корреспондент во французской армейской газете Patrie, одновременно исполняя обязанности римского корреспондента ряда других изданий — в частности, France Soir и Радио Лозанны. Затем сотрудничал с различными медиа Франции и Швейцарии, главным образом как итальянский корреспондент. С 1946 г. и до конца жизни состоял в Итальянской ассоциации иностранной прессы. В 1955—1956 гг. был собственным корреспондентом France Soir в СССР, освещая, среди прочего, XX съезд КПСС, начало освоения целины и публикацию романа Бориса Пастернака «Доктор Живаго».
Опубликовал во Франции и Швейцарии на французском языке две обзорные книги о Ватикане (1954, 1965), «Историю Рима и римлян» (фр. Histoire de Rome et des Romans; 1960) и биографию папы Иоанна XXIII (фр. Jean XXIII: une vie; 1968), отчасти основанную на личном знакомстве и наблюдениях. В 1996 г. вышла книга бесед с Ивановым-Нёвселем под названием «От Иванова к Нёвселю» (фр. D'Ivanov à Neuvecelle), с предисловием Жоржа Нива. Занимался также изданием произведений своего отца.
С 1986 года (совместно с А. Шишкиным) основал в Риме Исследовательский центр Вячеслава Иванова, главным образом, для поддержания музея-квартиры и сохранения объёмного архива писателя.